# Marianne Dashwood
Marianne Dashwood è una delle due protagoniste di Ragione e sentimento, insieme alla sorella Elinor.

## Caratteristiche
Rappresenta il Sentimento del titolo dell'opera, in contrapposizione alla Ragione della sorella Elinor.
Di indole spontanea, romantica e passionale, Marianne è molto legata alla sorella maggiore e alla madre.
Secondo Jane Austen "le qualità di Marianne erano, sotto molto rispetti, del tutto uguali a quelle di Elinor. Ella era acuta e intelligente, ma esagerata in tutto: i suoi dolori, le sue gioie, non conoscevano la moderazione. Era generosa, gentile e interessante: era tutto tranne che prudente. La somiglianza fra lei e la madre era impressionante".

## Storia personale
Nel Devonshire si innamora perdutamente di John Willoughby, il nipote della Signora Smith.
Aborrendo le regole del decoro e della buona società, ignora gli avvertimenti di Elinor che condanna il suo comportamento sconveniente.
In seguito all'abbandono dell'amato per un matrimonio più conveniente, lo shock e la disperazione la portano quasi in fin di vita. La malattia costituisce per Marianne un punto di svolta che la spingerà a prendere a modello la sorella Elinor.
Nonostante l'indifferenza con cui aveva inizialmente accolto le sue attenzioni, la maturazione le fa accogliere con nuovo interesse il Colonnello Brandon.